# Саббия
Саббия (итал. Sabbia) — коммуна в Италии, располагается в регионе Пьемонт, в провинции Верчелли.
Население составляет 93 человека (2008 г.), плотность населения составляет 7 чел./км². Занимает площадь 14 км². Почтовый индекс — 13020. Телефонный код — 0163.
Покровителем коммуны почитается святой Иоанн Креститель, празднование 24 июня. Покровителями также почитаются святой апостол Варнава в Саларо, святой Гауденций из Новары в Эрбарети (Erbareti), святая Анна в Массера.

## Демография
Динамика населения:

## Администрация коммуны
- Официальный сайт: